# Buffalo (Ohio)
Buffalo es un lugar designado por el censo ubicado en el condado de Guernsey en el estado estadounidense de Ohio. En el Censo de 2010 tenía una población de 401 habitantes y una densidad poblacional de 315,97 personas por km².

## Geografía
Buffalo se encuentra ubicado en las coordenadas 39°55′1″N 81°31′14″O / 39.91694, -81.52056. Según la Oficina del Censo de los Estados Unidos, Buffalo tiene una superficie total de 1.27 km², de la cual 1.27 km² corresponden a tierra firme y (0%) 0 km² es agua.

## Demografía
Según el censo de 2010, había 401 personas residiendo en Buffalo. La densidad de población era de 315,97 hab./km². De los 401 habitantes, Buffalo estaba compuesto por el 99% blancos, el 0% eran afroamericanos, el 0.25% eran amerindios, el 0% eran asiáticos, el 0% eran isleños del Pacífico, el 0% eran de otras razas y el 0.75% pertenecían a dos o más razas. Del total de la población el 0.75% eran hispanos o latinos de cualquier raza.